# Mamadou Diambang
Mamadou Diambang, né le 30 août 1977 au Sénégal, est un boxeur français.

## Carrière sportive
Médaillé de bronze aux Jeux méditerranéens de Tunis en 2001 dans la catégorie des poids moyens, il est ensuite médaillé de bronze aux championnats d'Europe de Perm en 2002. Il remporte la médaille de bronze aux Jeux méditerranéens d'Almería en 2005.
Au niveau national, il est champion de France de boxe amateur dans la catégorie des poids moyens en 1999, 2004 et 2005 et dans la catégorie des poids mi-lourds en 2006.